# Награды Свердловской области
Награды Свердловской области — награды субъекта Российской Федерации учреждённые Правительством Свердловской области, согласно областному Закону от 19 апреля 1999 года № 5-ОЗ «О наградах, почетных званиях Свердловской области и наградах высших органов государственной власти Свердловской области».
Награды предназначены для поощрения работников учреждений, организаций и предприятий Свердловской области, военнослужащих, сотрудников силовых ведомств, а также иных граждан Российской Федерации и граждан иностранных государств, за заслуги перед Свердловской областью.

## Перечень наград

### Знаки отличия
| Изображение награды | Наименование награды                                  | Дата учреждения    | Правила награждения | Источник                                          |
|                     | Знак отличия «За заслуги перед Свердловской областью» | 1 января 2006 года | Знак отличия является формой поощрения за особые заслуги или выдающиеся достижения в сфере социально-экономического развития Свердловской области, а также за проявленные мужество, смелость и отвагу. Имеет три степени. Высшей степенью считается I.                                                                                                 | Закон Свердловской области № 123-ОЗ от 23.12.2005 |
|                     | Знак отличия «Материнская доблесть»                   | 1 января 2007 года | Знаком отличия могут быть награждены матери, постоянно проживающие совместно со всеми своими, в том числе усыновленными, несовершеннолетними детьми на территории Свердловской области. Имеет три степени. Высшей степенью считается I. | Закон Свердловской области № 38-ОЗ от 30.06.2006  |
|                     | Знак отличия «Совет да любовь»                        | 1 января 2011 года | Знаком отличия могут быть награждены граждане Российской Федерации, постоянно проживающие на территории Свердловской области, непрерывно состоящие в браке не менее 50 лет. Знаками отличия Свердловской области «Совет да любовь» награждаются оба супруга одновременно.                                                                              | Закон Свердловской области № 111-ОЗ от 23.12.2010 |
|                     | Знак отличия «За заслуги в ветеранском движении»      | 1 января 2012 года | Знак отличия является формой поощрения граждан за участие в деятельности, направленной на оказание социальной, психологической, материальной, бытовой и правовой помощи ветеранам и членам их семей, а также на воспитание у молодежи гражданственности, трудолюбия, уважения к правам и свободам человека, любви к окружающей природе, Родине, семье. | Закон Свердловской области № 110-ОЗ от 09.11.2011 |
|                     | Знак отличия «Жизнь во благо»                         | 1 января 2014 года | Знак отличия является формой поощрения граждан за большой вклад в благотворительную деятельность на территории Свердловской области. | Закон Свердловской области № 5-ОЗ от 04.02.2013   |
|                     | Знак отличия «Спортивная доблесть»                    | 1 января 2015 года | Знак отличия является формой поощрения граждан за заслуги и достижения в сфере физического воспитания, физической культуры и спорта в Свердловской области, в том числе массового спорта, школьного и студенческого спорта, спорта высших достижений, подготовки спортивного резерва.                                                                  | Закон Свердловской области № 42-ОЗ от 22.05.2014  |
|                     |                                                       |                    | |                                                   |

### Почётные звания
| Изображение награды | Наименование награды                      | Дата учреждения    | Правила награждения | Источник                                                |
|                     | «Почётный гражданин Свердловской области» | 1 января 1995 года | Почётное звание Свердловской области «Почётный гражданин Свердловской области» является высшей формой поощрения за особые заслуги или выдающиеся достижения в экономической, научно-технической, социальной, культурной и (или) иных сферах жизни общества, способствовавшие укреплению и развитию Свердловской области, росту её авторитета в Российской Федерации и за рубежом, а также за проявленные мужество, смелость и отвагу. | Закон Свердловской области № 91-ОЗ от 15 июля 2005 года |